# Музей истории Франции
Музей истории Франции (фр. Musée de l’Histoire de France) иллюстрирует историю Франции оригинальными документами, хранящимися в Государственном Архиве страны.
Не путать с Музеем истории Франции, желание создать который было высказано президентом Франции в 2009 году — название нового музея и его взаимосвязь с существующим музеем находится на стадии разработки.

## История музея
Выкупленный государством после Революции особняк Субиз в 1867 году стал первым помещением Музея истории Франции. До сих пор постоянная коллекция музея находится в этом здании. В 1927 году территория музея расширилась за счёт особняка Роганов (фр. Hôtel de Rohan), в котором сейчас размещаются тематические выставки музея.

## Коллекция
Коллекция музея разбита на 5 серий:
AE I. Железный шкаф (фр. Armoire de fer)
По решению Учредительного Собрания от 30 ноября 1790 года был изготовлен сейф для хранения оригинальных пластин для печати ассигнаций.
Очень скоро Учредительное Собрание разместило в этом сейфе и другие предметы, представлявшие скорее историческую или юридическую ценность. Так в сейфе появился оригинал Конституции (фр. acte constitutionnel), оригиналы законов и декретов и т. п.
В 1996 году в сейф были помещены завещание Людовика XIV, каталог гардероба Марии-Антуанетты (фр. Gazette des Atours), дневник Людовика XVI, завещание Наполеона, Serment du Jeu de paume (клятва депутатов третьего сословия не расходиться до составления новой конституции), тексты всех конституций Франции с 1871 года до наших дней.
AE II. Музей французских документов (фр. Musée des documents français)
Одновременно с решением об открытии музея архивов было решено открыть музей печатей (фр. musée sigillographique). В течение 7 лет (1867—1867) комиссия Государственного Архива Франции отбирала документы для музея, открывшегося 19 июля 1867 года.
В настоящее время этот музей является частью музея истории Франции.
AE III. Музей иностранных документов (фр. Musée des documents étrangers )
Отделение музея, дополняющее коллекцию французских документов и иллюстрирующее взаимоотношения Франции с другими государствами.
AE V. Улики и конфискованные документы (фр. Pièces à conviction et objets saisis)
В этой серии находятся документы из судебных дел, которые были использованы в качестве улик в процессах начиная с XVIII века и до 60-х годов XX века.
AE VI. Исторические реликвии (фр. Objets historiques)
Часть экспонатов этой серии была напрямую передана музею. В их числе макет Бастилии, эталоны мер и весов, ключи захваченных вражеских городов, мебель особняков Субиз и Роган, в которых находится музей.
Другая часть была приобретена позднее, например портфель наполеоновского военного министра Кларка или гобелен с историей Ахилла, изначально находившийся в особняке Роган.

## Практическая информация
Музей занимает несколько особняков в III-м округе Парижа, ближайшие станции метро — Hôtel de Ville, Rambuteau, Saint-Paul, Châtelet — les Halles, Arts-et-Métiers.
Особняк Субиз находится по адресу 60 rue des Francs-Bourgeois, 75003 Paris и содержит основную коллекцию музея. Посещение каждый день кроме вторника с 10:00 до 12:30 и с 14:00 до 17:30. На выходных с 14:00 до 17:30.
Особняк Роганов находится по адресу 87 rue Vieille-du-Temple, 75003 Paris и содержит временные и тематические выставки. Эта часть музея доступна только по предварительной резервации и только по воскресеньям, во второй половине дня.
К 2012 году все документы, датирующиеся временем после Великой Французской Революции, планируется перевезти в новое помещение Государственного Архива в Пьерфит-сюр-Сен (фр. Pierrefitte-sur-Seine). Более ранние документы останутся в нынешних помещениях Архива.